# صفحک تنظیم

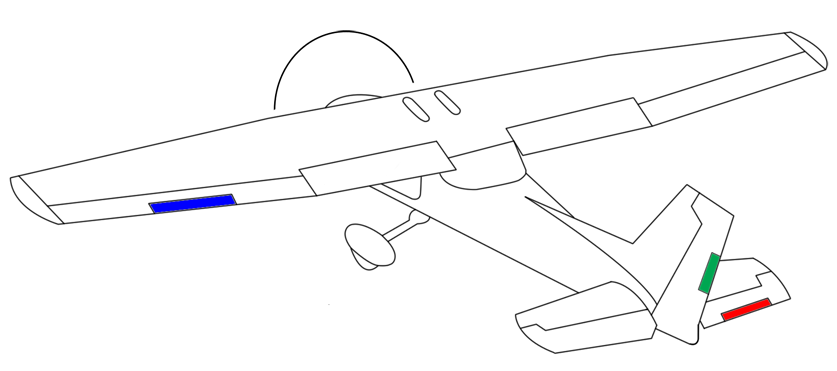
صورتی از صفحک‌های تنظیم در
شهپر،
سکان عمودی و
سکان افقی

صفحک تنظیم (به انگلیسی: Trim tab) سطوح کوچکی متصل به لبه فرار سطوح هدایت بزرگ‌تر در قایق یا هواگرد است که جهت تنظیم هدایت آن در مقابل نیروی آب یا هوا و پایدارکردن وسیله استفاده می‌شود تا نیازی به اعمال نیروی مداوم هدایت از طرف کاربر نباشد.